# Somatina cana
Somatina cana là một loài bướm đêm trong họ Geometridae.